# Chiến dịch tấn công Bucharest–Arad
Lỗi Lua: bad argument #1 to 'lc' (string expected, got number).
Chiến dịch tấn công Bucharest-Arad (30 tháng 8 - 3 tháng 10 năm 1944), còn gọi là Chiến dịch Rumani, là một chiến dịch quân sự do Hồng quân Liên Xô và quân đội Rumani tổ chức nhằm tấn công quân đội Đức Quốc xã và đồng minh Hungary đang đóng trên lãnh thổ của Rumani. Kết thúc chiến dịch, quân đội Liên Xô và đồng minh Rumani đã đánh bại quân Đức và quét sạch các thế lực phát xít ra khỏi phần lớn lãnh thổ Romania.
Chiến dịch này được coi như giai đoạn phát triển tấn công của quân đội Liên Xô sau khi Chiến dịch tấn công chiến lược Iaşi-Chişinău giành được thắng lợi. Khác với hướng Byelorussia - Ba Lan, khi quân đội Liên Xô tấn công sang phía Tây, mặt trận ngày càng thu hẹp lại. Ở hướng Balkan, càng tấn công xuống phía Nam, mặt trận càng mở rộng ra. Vùng đất phía Tây Romania rất rộng lớn, trong đó có xứ Transilvania, một vùng đất tranh chấp lâu đời giữa Đế quốc Áo-Hung và Vương quốc Hungary với Romania. Ngay sau khi tiến vào Bucharest, quân đội Liên Xô đã không dừng lại. Phương diện quân Ukraina 2 có sự hỗ trợ của hai tập đoàn quân Romania mới được cải tổ lại đã bắt tay ngay vào chiến dịch này.
Ở giai đoạn đầu, các đơn vị Liên Xô và Romania tiến công nhanh và dễ dàng đánh bại Tập đoàn quân 8 (Đức) và Tập đoàn quân 2 Hungary. Quân đội Romania chiến đấu bên cạnh quân đội Liên Xô đã thu hồi phần đất phía Đông vùng Transilvania ngày 15 tháng 9, đồng thời giải phóng toàn bộ vùng Timisoara ở phía Nam dãy núi Carpath. Trong giai đoạn 2 của chiến dịch, Phương diện quân Ukraina 2 và hai tập đoàn quân Romania phối hợp với Phương diện quân Ukraina 4 (tái lập ngày 6 tháng 8 năm 1944) tiếp tục tấn công vào phía Đông Hungary và Slovakia, đẩy lùi các đòn phản kích của Tập đoàn quân 8 (Đức) và hai tập đoàn quân Hungary, giải phóng toàn bộ lãnh thổ Romania. Tuy nhiên, sức chống cự của quân đội Đức Quốc xã và quân đội Hungary đã tăng lên đáng kể do Bộ Tổng tư lệnh lục quân Đức đã ném thêm Tập đoàn quân 3 Hungary và Tập đoàn quân 6 (thành lập lần thứ ba) vào mặt trận Hungary. Ngày 20 tháng 10, quân đội Liên Xô phải rất vất vả mới đánh chiếm Debresen, một thành phố có ý nghĩa quân sự chính trị quan trọng của Hungary.

## Bối cảnh

### Tình hình chính trị trong khu vực
Hungary có vị trí chiến lược rất quan trọng ở Trung Âu. Một mặt, đó là cửa ngõ tiếp cận biên giới Đông Nam của Đế chế thứ ba. Mặc khác, đó là ngã năm của các tuyến đường sắt và đường bộ ở châu Âu. Từ đây có thể xuống phía Tây Nam sang Ý, xuống phía Nam đến Balkan, lên phía Bắc đến nước Đức, sang phía Tây đến Áo và Thụy Sĩ, sang phía Đông đến Ukraina. Vùng Transilvania mà Hitler "tặng" cho Miklos Horthy từ năm 1940 chính là cửa ngõ ra vào phía Đông địa bàn chiến lược quan trọng này. Do vậy, từ tháng 3 năm 1944, khi phát hiện chính quyền của Nhiếp chính Miklos Horthy bắt đầu có dấu hiệu móc nối bí mật với các đồng minh Anh và Mỹ, Hitler đã cho quân đội Đức Quốc xã tiến vào Hungary và đặt nước này dưới sự chiếm đóng mặc dù trên danh nghĩa, Miklos Horthy vẫn đứng đầu vương quốc Hungary, một vương quốc không có vua.
Sau khi Cụm tập đoàn quân Nam Ukraina (Đức) sụp đổ trong Chiến dịch Iaşi-Chişinău, phe phái của Horthy càng đẩy mạnh việc "tìm đường thoát hiểm". Họ dự tính dựa vào Anh và Mỹ để tránh khỏi sự đầu hàng không điều kiện do dính líu quá sâu sắc với chế độ Quốc xã Đức và tích cực tham gia các hoạt động quân sự chống Liên Xô. Họ tin rằng sớm muộn thì người Anh và người Mỹ cũng sẽ thỏa hiệp với người Đức sau lưng Liên Xô và sẽ đến Hungary trước khi người Nga vượt qua dãy Carpath. Và niềm tin đó không phải không có cơ sở khi chính Thủ tướng Anh Winston Churchill đã nói không úp mở khi đề cập đến tình hình ở Trung Âu năm 1944:
| “                   | Tôi rất muốn chúng ta sẽ vượt trước người Nga ở một số vùng Trung Âu. Chẳng hạn như giới cầm quyền Hungary có ý định chống lại cuộc tấn công của Liên Xô, nhưng nếu như quân Anh đến kịp thì họ sẽ đầu hàng quân Anh | ” |
| — Winston Churchill | |   |

Thảm bại của quân Đức tại chiến dịch Iaşi-Chişinău cùng với sự thành công của cuộc đảo chính tháng 8 năm 1944 đã tạo điều kiện hết sức thuận lợi cho các cuộc tiến công của quân đội Liên Xô ở khu vực Balkan. Tại Rumani, làn sóng chống đối phát xít Đức, ủng hộ các quốc gia đồng minh càng ngày càng mạnh mẽ. Trái ngược với dự đoán của một số lãnh đạo Liên Xô, chính quyền Rumani của vua Mihal I cùng với đại bộ phận quân đội Rumani đã dứt khoát từ bỏ phe Đức Quốc xã. Ngoại trừ một số phần tử thân Đức đã bỏ chạy về phía Quốc xã, các binh sĩ Rumani lần lượt tự nguyện gia nhập và ủng hộ quân đội Liên Xô. Ở phía Nam, đến lượt chính quyền Bulgaria vào ngày 26 tháng 8 đã tuyên bố trung lập, tước đi của Hitler thêm một đồng minh ở vùng Balkan. Ngày 29 tháng 8, nhân lúc nội tình của quân phát xít đang căng thẳng trước những thất bại liên tiếp ở Rumani, nhân dân Slovakia đã đồng loạt đứng lên khởi nghĩa.

### Tình hình quân sự
Tình hình chiến sự cũng ảm đạm không kém cho quân đội Đức Quốc xã và đồng minh Hungary của nó. Cánh phải của Cụm Tập đoàn quân Nam Ukraina đã bị xóa sổ, tàn binh của nó chạy tán loạn về Bulgaria và đang bị Phương diện quân Ukraina 3 truy kích sát nút; cánh trái thì chỉ còn vỏn vẹn 6 sư đoàn và 300 máy bay, trong đó nhiều sư đoàn bị đánh thiệt hại nặng và phải rút chạy về Hungary. Tại khu vực Transilvania có khoảng 8 sư đoàn Hungary thuộc Tập đoàn quân Hungary số 1 và một số đơn vị Đức được vội vã điều từ khu vực Trung bộ Carpath về đây. Trong khi đó, đóng đối diện với quân Hungary là hơn 10 sư đoàn quân đội Romania đã nhận lệnh từ chính quyền mới là phải thanh toán bất cứ cụm quân phát xít Đức nào mà họ bắt gặp tại khu vực biên giới Hungary - Romania. Theo tướng Johannes Frießner, quân đội của ông ta cùng lúc phải chiến đấu với ba đối thủ: Quân đội Liên Xô, vùng đất đá mởm chởm trên cao nguyên Transilvania và Quân đội Romania mà mới cách đó nửa tháng còn là đồng minh của quân Đức.
Tuy nhiên, quân đội Đức quốc xã và Hungary vẫn còn nhiều lực lượng dự trữ. Ngày 11 tháng 9 năm 1944, Bộ Tổng tư lệnh lục quân Đức đã rút mấy sư đoàn từ mặt trận Hy Lạp về cùng với 7 sư đoàn dự bị động viên để tái lập Tập đoàn quân 6 (thành lập lần thứ ba) và điều nó đến hướng Debresen. Tại Hungary, Nhiếp chính vương Miklos Horthy cũng ra lệnh tổng động viên đàn ông từ đủ 18 tuổi trở lên để lập ra Tập đoàn quân 2 Hungary và ném nó ra hướng Transilvania. Đầu tháng 10 năm 1944, Miklos Horthy còn cố lập thêm Tập đoàn quân 3 Hungary và giao cho nó nhiệm vụ trấn giữ hướng Timishoara. Đích thân Hitler ra lệnh cho quân đội Đức Quốc xã và quân đội Hungary phải dùng mọi phương tiện có thể có để tái lập một phòng tuyến vững chắc ở giữa Cụm Tập đoàn quân Nam Ukraina và Cụm Tập đoàn quân F ở phía Tây và Nam Carpath tại miền Tây Balkan. Tập đoàn quân Hungary số 2 nhận được lệnh từ ngày 5 tháng 9 sẽ phải tấn công khu vực Cluj (Cluj Napoca) - Turda nhằm giành lại quyền kiểm soát các đường đèo chính băng qua miền Nam Carpath.

## Binh lực và kế hoạch

### Liên quân Liên Xô - Romania
Binh lực của quân đội Liên Xô tham gia chiến dịch có một số thay đổi so với thời điểm cuối tháng 8 năm 1944. Trong giai đoạn cuối của chiến dịch Iaşi-Chişinău, Cụm kỵ binh cơ giới của tướng I. A. Pliyev đã tập hợp đủ các quân đoàn kỵ binh cận vệ 4, 5 và Quân đoàn cơ giới 8. Các tập đoàn quân 1 và 4 (Romania) gia nhập đội hình Phương diện quân Ukraina 2 có 10 sư đoàn bộ binh và 3 sư đoàn kỵ binh. Tập đoàn quân xe tăng cận vệ 6 có trong đội hình 262 xe tăng và 82 pháo tự hành cùng với Cụm kỵ binh cơ giới của tướng I. A. Pliyev làm thành hai mũi đột kích chiến dịch khá mạnh. Tuy nhiên, Đại bản doanh Bộ Tổng tư lệnh Liên Xô cũng rút Tập đoàn quân xung kích 5 khỏi biên chế của Phương diện quân Ukraina 2 và điều nó đến hướng Warszawa - Berlin, nơi đang diễn ra các trận đánh khốc liệt dọc sông Wisla giữa ba phương diện diện quân Byelorussia (Liên Xô) với Cụm tập đoàn quân Trung tâm (Đức) đang cố giữ cửa ngõ phía Đông của nước Đức Quốc xã. Tập đoàn quân cận vệ 4 cũng được rút về lực lượng dự bị trực thuộc Đại bản doanh. Vào thời điểm bắt đầu chiến dịch, tổng quân số của Phương diện quân Ukraina 2 có 681.556 người. Các tập đoàn quân Romania 1 và 4, các quân đoàn Romania 4 và 6 (độc lập) có tổng quân số 138.000 người, được trang bị 580 khẩu pháo. Tham gia chiến dịch giải phóng Transilvania còn có Tập đoàn quân không quân Rumani 1 có 113 máy bay các loại.
Trước quyết tâm của quân Đức Quốc xã giữ bằng được Hungary (bao gồm cả vùng Bắc Transilvania), Đại bản doanh Bộ Tổng tư lệnh Tối cao Liên Xô (STAVKA) đã ra chỉ thị ngày 29 tháng 8 yêu cầu Phương diện quân Ukraina 3 nhanh chóng tiến về phía biên giới Rumani - Bulgary nhằm thanh toán các thế lực thân Đức tại đây. Còn Phương diện quân Ukraina 2 sẽ phải đưa các tập đoàn quân số 27, 53 và Tập đoàn quân xe tăng số 6 từ khu đồng bằng Danube và Nam Carpath lên phía biên giới Hungary và Nam Tư ở phía Tây Giurgiu, sau đó gấp rút hành tiến về hướng Sibiu, tấn công Turdu và Cluj, đến ngày 7 hoặc ngày 8 tháng 9 phải tiếp cận các thành phố này. Cánh phải của Phương diện quân Ukraina 2 bao gồm Tập đoàn quân cận vệ 7 và Tập đoàn quân 40 phải tiến tới Baia Mare và Satu Mare, vượt qua phía Đông dãy Carpath. Để đề phòng Cụm tập đoàn quân E (Đức) phản kích từ hướng Nam Tư, Đại bản doanh Liên Xô đề nghị Bộ Tổng tham mưu Romania tách ra 2 đến 3 sư đoàn phòng thủ dọc sông Danub từ Orsovo (Orsova) qua Turnu-Severin đến Vidin. Tập đoàn quân Romania 1 được giao nhiệm vụ này. Tập đoàn quân Ronmania 4 sẽ phối hợp với Tập đoàn quân 27 và Tập đoàn quân xe tăng cận vệ 6 giải phóng vùng Bắc Transilvania.

### Liên quân Đức Quốc xã - Hungari
Với binh lực đã bị tổn thất nặng nề sau chiến dịch, đến ngày 19 tháng 9, Cụm tập đoàn quân Nam Ukraina chỉ còn lại những cụm tác chiến gồm tàn quân của nhiều quân đoàn, sư đoàn khác nhau tập hợp lại và quân đội Hungary được động viên ra mặt trận. Tổng số quân Đức gồm 8 sư đoàn, 1 lữ đoàn và 2 cụm tác chiến sư đoàn; quân Hungary gồm 12 sư đoàn và 3 lữ đoàn.
- Quân đội Đức Quốc xã:
  - Bộ binh: Sư đoàn sơn chiến 3, các sư đoàn bộ binh 4, 8, 46; Cụm tác chiến sư đoàn "Shubach"; Cụm phòng thủ "Kessel"; một phần Sư đoàn bộ binh 76 đang chờ bổ sung.
  - Kỵ binh: Sư đoàn kỵ binh 8 SS.
  - Đang trên đường đến tăng viện: Sư đoàn xe tăng 23, Lữ đoàn xe tăng 110, Sư đoàn cảnh binh 4 SS, Sư đoàn kỵ binh 22 SS.
- Quân đội Hungary:
  - Bộ binh: Sư đoàn bộ binh 25; các sư đoàn dự bị động viên 2, 4, 6, 7, 8, 9, 12
  - Kỵ binh biên phòng: Lữ đoàn 9, các lữ đoàn dự bị 1, 2
  - Thiết giáp: Các sư đoàn xe tăng 1 và 2.
  - Đang trên đường đến tăng viện: Các sư đoàn bộ binh 20 và 27.

Trên cơ sở các sư đoàn này, quân đội Hungary tổ chức thành các tập đoàn quân Hungary 1 và 2 trấn giữ hai bên sườn Tập đoàn quân 8 (Đức) trên hướng Siget (Sighetu Marmatiei) và Cluj. Ngoài ra, trong hậu phương của mặt trận Hungary, quân Đức đang gấp rút tái lập Tập đoàn quân 6 (lần thứ ba) với dự kiến sẽ lấy Tập đoàn quân 8 làm nòng cốt và tăng cường cho nó các đơn vị rút ra từ Hy Lạp, Nam Tư, Ý và từ mặt trận Phần Lan khi quân Đức buộc phải rời khỏi đây do Phần Lan tuyên bố rút khỏi cuộc chiến. Quân đội Hungary cũng đang thành lập thêm Tập đoàn quân Hungary 3 để trấn giữ hướng Timoshoara (Timisoara) - Arad. Ngoài ra, quân Đức còn quân đoàn bộ binh độc lập 17 bào gồm 3 sư đoàn bộ binh sơn chiến và 1 sư đoàn kỵ binh SS đóng tại chỗ tiếp giáp giữa Phương diện quân Ukraina 2 và Phương diện quân Ukraina 4 cũng được huy động tham gia phòng thủ từ hướng Nam Slovakia.
Đối với quân đội Đức Quốc xã thì giờ đây chỉ còn Hungary là đồng minh thân cận nhất ở Trung Âu. Do vậy, giữ được vùng Transilvania là còn giữ được cả thái độ thân Đức của chính phủ Miklos Horthy, dùng Hungary để che chắn cho sườn phía Đông Nam của nước Đức, bao gồm cả Tiệp Khắc và Áo mà nước Đức Quốc xã đã đặt họ dưới ách chiếm đóng từ những năm 1936-1938. Giống như ở Ba Lan, quân Đức cũng phải dựa vào các tuyến sông để tổ chức phòng thủ. Tuy nhiên, do Phương diện quân Ukraina 2 (Liên Xô) đã ở phía Bắc tuyến sông Danub nên các cố gắng của quân Đức chỉ có thể làm chậm đà tấn công của quân đội Liên Xô cho đến khi xây dựng được tuyến phòng thủ mới trên tuyến sông Tissa.
Ban đầu, giới quân sự Đức đã tính sai ý đồ của quân đội Liên Xô. Họ cho rằng Liên Xô sẽ theo đuổi tham vọng lấy lại các eo biển Dardanen và Bosfor để khai thông con đường từ Biển Đen ra Địa Trung Hải. Chỉ đến khi toàn bộ Phương diện quân Ukraina 2 và cánh phải của Phương diện quân Ukraina 3 quay sang phía Tây, người Đức mới nhận ra tình hình và bố trí lại binh lực. Rút quân chủ lực từ Nam Carpath lên tăng cường cho tuyến Deva, Cluj, Siget.

## Diễn biến chiến sự

### Giai đoạn 1: tiến về phía Đông

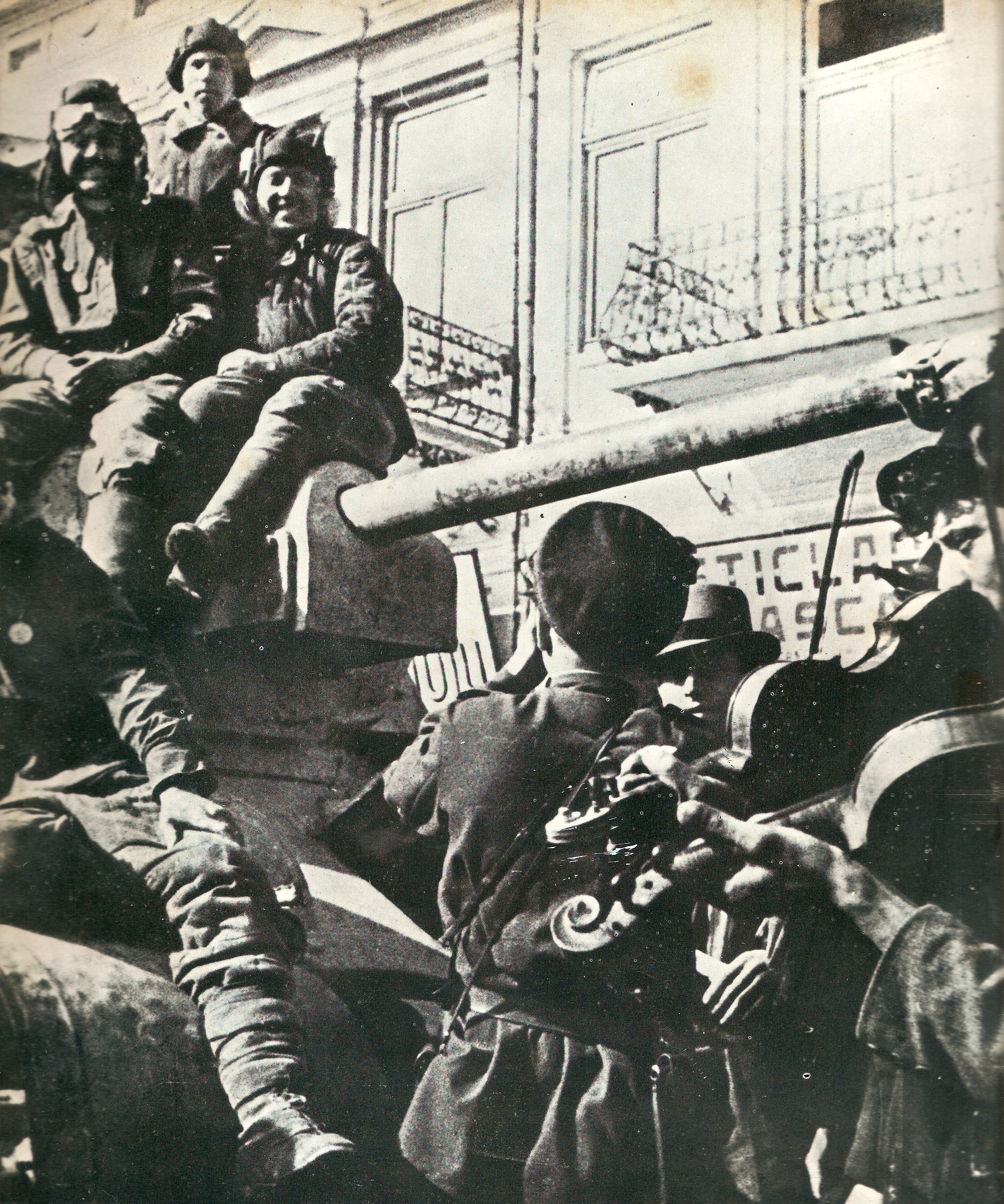
Hồng quân Liên Xô trong Chiến dịch giải phóng Romania, tháng 9 năm 1944

Tận dụng điều kiện thuận lợi đạt được sau đại thắng Iaşi-Chişinău, ngày 30 tháng 8 năm 1944 Phương diện quân Ukraina tổ chức một đòn tấn công mới về phía Tây, tiếp tục truy kích quân thù bỏ chạy và phát huy chiến quả. Ngày 31 tháng 8, Tập đoàn quân xe tăng cận vệ 6 và Tập đoàn quân 53 (Liên Xô) tiến thẳng vào Bucharest mà không gặp bất cứ sự kháng cự nào. Đi dầu đoàn quân là Sư đoàn bộ binh tình nguyện Romania số 1 mang tên Tudor Vladimirescu. Những người dân Romania đã đổ ra đường chào đón đoàn quân giải phóng. Tuy nhiên, quân đội Liên Xô không dừng lại ở Bucharest. Thực hiện chỉ lệnh của Đại bản doanh Bộ Tổng tư lệnh tối cao Liên Xô, sau khi hành quân quan Bucharest, các sư đoàn Liên Xô đã rời khỏi thành phố, tiếp tục tấn công truy kích quân Đức ở phía Tây Romania.
Ngày 31 tháng 8, Nguyên soái Liên Xô R. Ya. Malinovsky giao nhiệm vụ cho các tập đoàn quân của ông phát huy chiến quả, giải phóng những phần lãnh thổ của Romania còn đang nằm trong tay quân Đức. Tập đoàn quân xe tăng cận vệ 6 từ Bucharest và Tập đoàn quân 27 từ Ploiesti tiến ra Piteşti sau đó đánh vòng lên Cluj nhằm bao vây cụm quân Đức - Hungary còn đang đóng tại Bắc Transilvania. Tập đoàn quân 53 có Quân đoàn xe tăng 18 hỗ trợ phải đánh chiếm nhà ga đầu mối Slatina sau đó phát triển theo hướng Timishoara. Tập đoàn quân 46 (Phương diện quân Ukraina 3) được nguyên soái F. I. Tobukhin giao nhiệm vụ cơ động từ Dzhurdzhu dọc theo bờ Bắc sông Danub sang phía Tây, phối hợp với Tập đoàn quân 53 tấn công lên Timishoara. Tập đoàn quân cận vệ 7 và Cụm kỵ binh cơ giới của tướng I. A. Piyev tổ chức tấn công vỗ mặt vào Transilvania qua Tyrgu-Muresh (Targu Mures). Tập đoàn quân 40 có nhiệm vụ đánh bại cánh trái của Tập đoàn quân 8 và Quân đoàn bộ binh 17 (Đức), phối hợp với cánh trái của Phương diện quân Ukraina 4 (tái lập) tấn công dọc theo sườn phía Bắc dãy núi Mare lên Szeged (???) và đánh chiếm thành phố này.
Từ ngày 1 đến ngày 5 tháng 9, mũi tấn công chính của Phương diện quân Ukraina 2 gồm Tập đoàn quân xe tăng cận vệ 6 và Tập đoàn quân 27 đã tiến tới tuyến Câmpulung Muscel (Campulung) - Piteşti - Caracal (???) - Zimnicea (???). Bên cánh trái, Tập đoàn quân 53 đã đánh chiếm Slatina và Karakal (Caracal), hai đầu mới giáo thông đường sắt quan trọng trên hai bờ sông Olt. Các tập đoàn quân này đều tiến lên từ 80 đến 120 km. Ngày 6 tháng 9, Tập đoàn quân 46 đã cơ động từ Djurdju đến bờ sông Olt, làm tăng thêm mật độ tấn công của quân đội Liên Xô. Ngày 7 tháng 9, Tập đoàn quân 53 và Quân đoàn xe tăng 18 mở một mũi đột kích sâu lên hướng Timishoara. Ngày 18 tháng 8, Tập đoàn quân 53 đánh chiếm Karansebesh (Caransebes). Quân đoàn xe tăng 18 đột phá dọc đường sắt Krayova (Craiova) - Deva, đánh chiếm thị trấn và nhà ga đầu mối Deva. Các thê đội phái đi trước của nó đã vượt qua Lipovo (???), đánh chiếm Arad. Bên cánh trái, trong khi Tập đoàn quân 46 còn đang tập hợp lực lượng, Quân đoàn bộ binh 75 (Tập đoàn quân 53) đã phối hợp với Quân đoàn bộ binh 4 (Tập đoàn quân Romania 1 đánh chiếm Kraiova và tiến ra thị trấn biên giới Turnu Severin bên bờ sông Danub ngày 13 tháng 9. Ngày 15 tháng 9, Tập đoàn quân 46 đánh chiếm thị trấn Bălţa, bịt được lỗ hổng trên cánh trái của Tập đoàn quân 53.
Tập đoàn quân 40 và Tập đoàn quân cận vệ 7 cũng phát động tấn công từ ngày 30 tháng 8 nhưng kết quả không đạt được yêu cầu. Ngày 4 tháng 9, tướng Johannes Frießner tập trung các đơn vị của Quân đoàn bộ binh 17 và Tập đoàn quân 2 Hungary tổ chức hai cuộc phản kích lớn. Tại khu vực Rympulukg-Koldovansk (Campulung Moldovenesc), Quân đoàn bộ binh 17 (Đức) đã chặn đứng cuộc tấn công của Quân đoàn bộ binh 104 (Tập đoàn quân 40) trong hai ngày. Tại khu vực Toplita, Tập đoàn quân 1 Hunggary cũng tổ chức phòng ngự kiên cố chống lại Tập đoàn quân cận vệ 7 (Liên Xô) và chỉ chịu rút về bên kia sông Muresh (tuyến phân giới Đông và Tây Transilvania sau khi gánh chịu những thiệt hại nặng. Trong 7 ngày đầu của cuộc tấm công, các Tập đoàn quân 40 và cận vệ 7 (Liên Xô chỉ tiến lên được từ 15 đến 20 km.
Sáng ngày 5 tháng 9, Bộ Tổng tư lệnh tối cao Đức Quốc xã lệnh cho Tập đoàn quân 2 Hungary do thượng tướng Lajos Veress chỉ huy sử dụng Sư đoàn xe tăng 3, Sư đoàn bộ binh 7,9 và Lữ đoàn pháo tự hành 1179 (Đức) tổ chức phản đột kích vào các chi đội phái đi trước của Tập đoàn quân Romania 4 do tướng Gheorghe Avramescu chỉ huy tại khu vực Ayud, phía nam Turda. Cùng ngày, một đòn phản đột kích khác của Tập đoàn quân 2 Hungary cũng được tổ chức tại khu vực Turnu-Muresh (Targu Mures). Đây là các cuộc phản công mở màn của Liên quân Đức-Hungary trong chiến dịch phòng thủ Transilvania của họ. Ngày 7 tháng 9, Tập đoàn quân Romania 4 bị đẩy lùi từ 20 đến 30 km về sát bờ Bắc tuyến sông Tyrnovo-Mare. Chỉ nhờ có sự mưu trí và dũng cảm của chỉ huy các sư đoàn kỵ binh 1 và 8 Romania, quân Romania mới giữ vững được con đèo Alba-Yulia có địa hình "bên núi bên vực" để cố thủ, chờ chủ lực của Tập đoàn quân Romania 4 (các quân đoàn 4, 6) và Tập đoàn quân 27 kéo đến. Ngày 6 tháng 9, nguyên soái R. Ya. Malinovsky cho thiết lập một sở chỉ huy tiền phương của Phương diện quân Ukraina 2 tại Sibiu, nới đóng Sở chỉ huy của Tập đoàn quân Romania 4 để phối hợp tác chiến giữa quân đội Liên Xô và quân đội Romania.

### Giai đoạn 2: tiến lên phía Bắc

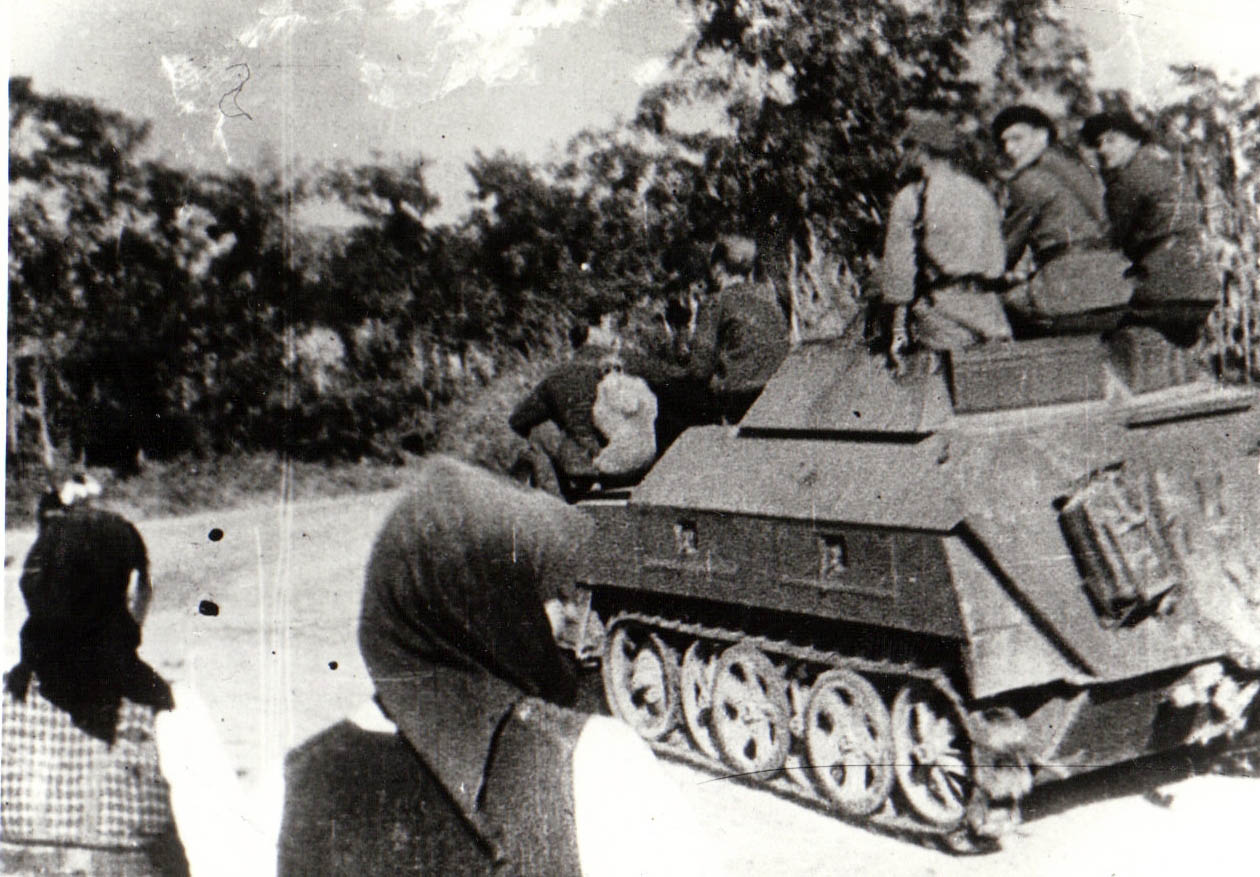
Xe thiết giáp chở quân của quân đội Romania tiến vào Transilvania, tháng 9 năm 1944

Ngày 4 tháng 9. Đại bản doanh Bộ Tổng tư lệnh quân đội Liên Xô ra mệnh lệnh về các hành động quân sự của quân đội Liên Xô tại khu vực Balkan. Theo đó, Phương diện quân Ukraina 2 sẽ hướng đòn tấn công chính sang phía Tây, giúp quân đội Romania đồng minh giải phóng vùng Transilvania và tấn công Liên quân Đức - Hungary, đánh chiếm phần phía Đông Hungary. Đại bản doanh cũng lưu ý nguyên soái R. Ya. Malinovsky cần dừng ngay các trận đánh "vỗ mặt" của các tập đoàn quân 40 và cận vệ 7. Sử dụng Tập đoàn quân xe tăng cận vệ 6, Tập đoàn quân 27 và Tập đoàn quân Romania 4 đi vòng qua phía Nam dãy Đông Carpath để đánh vào sau lưng cụm quân Đức - Hungary đang phòng thủ tại Transilvania và tiến ra tuyến sông Tissa. Trong quá trình hành động, không được phân tán lực lượng. Phương diện quân Ukraina 3 có nhiệm vụ hỗ trợ cho cuộc nổi dậy của nhân dân Bulgaria. Kế hoạch khởi nghĩa đã được Đảng Cộng sản Bulgaria do Georgy Mikhaylov Dimitrov lãnh đạo quyết định triển khai từ ngày 26 tháng 8. Sau đó, Phương diện quân Ukraina 3 sẽ tiến công sang Nam Tư, giúp Quân giải phóng nhân dân Nam Tư do nguyên soái Josip Broz Tito lãnh đạo giải phóng Nam Tư. Nhiệm vụ tiếp theo của phương diện quân này là tấn công vào miền Nam Hungary và Áo.
Thực hiện mệnh lệnh này, Phương diện quân Ukraina 2 điều Tập đoàn quân xe tăng cận vệ 6 đổi hướng tấn công, hành quân lên phía Bắc và phải giải phóng khu vực Dej - Cluj - Şermeşel (???). Các tập đoàn quân 27 và 53 cũng được lệnh tiến lên biên giới Tây Bắc của Romania và tấn công Brad - Lugoj. Trong những ngày đầu các mũi tấn công mới này đều thu được thành công lớn. Tập đoàn quân xe tăng cận vệ 6 đã nhanh chóng thọc sâu đến 250 cây số và đến chiều ngày 11 tháng 9 đã tiếp cận vị trí phòng ngự của Tập đoàn quân Romania 4 ở tuyến sông Tyrnovo-Mare. Ngày 12 tháng 9, Liên quân Liên Xô-Romania bẻ gãy sức kháng cự của 3 sư đoàn Hungary (trong đó có Sư đoàn xe tăng 3 Hungary) cùng với 2 sư đoàn Đức và Cụm tác chiến xe tăng Gradie. Không cần tạm nghỉ để xốc lại lực lượng, quân đội Liên Xô-Rumani vượt qua dãy Carpath và đẩy Tập đoàn quân 2 Hungary lui về vị trí xuất phát, giải phóng Cluj vào ngày 12 tháng 9. Đến cuối ngày 15 tháng 9, Tập đoàn quân 27 (Liên Xô) và Tập đoàn quân Romania 4 đã vượt sông Someshul-Arad, đánh chiếm Dej, Zaleu và hướng đòn tấn công về Satu-Mare. Kết thúc trận Turda, Tập đoàn quân 2 Hungary tổn thất trên 10.000 người chết và mất tích. Sư đoàn xe tăng 3 (Hungary) mất 57 xe tăng.
Ở phía Nam, Tập đoàn quân 53 cũng đổi hướng tấn công về phía Hungary. Sau khi đánh chiếm Caransebeş, Quân đoàn bộ binh 49 đã vọt tiến lên phía trước, chiếm Timişoara, trung tâm miền Tây Romania và phối hợp với Lữ đoàn xe tăng 110 (Quân đoàn xe tăng 18) thừa thắng đánh chiếm Arad, tiến ra biên giới Romania - Hungary. Ngày 15 tháng 9, với các lực lượng mới được tăng cường, cánh phải của Tập đoàn quân 6 (Đức-tái lập) phối hợp với Tập đoàn quân 3 Hungary (5 sư đoàn bộ binh) tổ chức phản đột kích vào Lữ đoàn xe tăng 110 của Quân đoàn xe tăng 18 vừa vọt tiến qua Arad. Ngày 16 tháng 9, Sư đoàn cơ giới 4 (Đức) chiếm lại Arad và uy hiếp sườn phải của Tập đoàn quân Romania 1 đang chiếm giữ Timişoara. Tuy nhiên, liên quân Đức-Hungary chỉ giữ được Arad không quá ba ngày. Ngày 18 tháng 9, Tập đoàn quân 53 đã hội đủ ba quân đoàn bộ binh (49, 75 và cận vệ 26); Quân đoàn xe tăng 18 cũng tập trung đủ các lữ đoàn xe tăng 110, 170, 181 và Lữ đoàn cơ giới 32 cũng các phương tiện tăng cường. Ngày 29 tháng 9, Tập đoàn quân 53 và Quân đoàn xe tăng 18 có sự phối hợp của Quân đoàn bộ binh Romania 7 bắt đầu tổng tấn công, thu hồi Arad, đẩy Tập đoàn quân 3 Hungary lùi sâu vào bên trong biên giới Hungary - Romania.

### Giai đoạn 3: Tiến ra đồng bằng Hungary
Trả lời bức thư của Tổng thống Hoa Kỳ ngày 5 tháng 9 về các hành động tiếp theo của quân đội Liên Xô tại mặt trận phía Đông, ngày 29 tháng 9, Tổng tư lệnh tối cao quân đội Liên Xô I. V. Stalin viết thư cho Tổng thống Hoa Kỳ Franklin D. Roosevelt, bức thư có đoạn:
| “               | Ngoài việc tiêu diệt quân đội Đức Quốc xã ở Pribaltic, Quân đội Liên Xô có hai nhiệm vụ trước mắt là loại Hungary ra khỏi cuộc chiến tranh và bắt đầu thăm dò hệ thống phòng thủ của quân đội Đức Quốc xã trên hướng Wisla - Oder bằng các cuộc tấn công bộ phận. Liên Xô không loại trừ sự chủ động hòa giải của Hungary và cũng sẽ không bác bỏ ý muốn đình chiến của họ nếu họ thực sự muốn làm như vậy. | ” |
| — I. V. Stalin. | |   |

Quân đội Liên Xô không thể giấu được mũi tấn công quặt lên phía Bắc của Tập đoàn quân xe tăng cận vệ 6, Tập đoàn quân 27 và Tập đoàn quân Rumania 4. Mũi tấn công này đe dọa bao vây Tập đoàn quân 1 Hungary và Quân đoàn 17 (Đức) đang phòng thủ trước sức ép của các Tập đoàn quân 47, cận vệ 7 (Phương diện quân Ukraina 2) và cánh trái của Phương diện quân Ukraina 4. Tuy nhiên, nếu mở rộng hướng tấn công sang phía Tây qua Oradija (Oradea), Debrecen và tiến ra bờ Đông sông Tissa, quân đội Liên Xô có triển vọng bao vây không chỉ Tập đoàn quân 1 Hungary và Quân đoàn 17 (Đức) trong khu vực Đông Carpath mà còn bao vây cả Tập đoàn quân 2 Hungary và Cụm tác chiến Wöhler đang trấn giữ tại khu vực phía Tây Cluj. Đòn tấn công này sẽ hỗ trợ đắc lực cho Phương diện quân Ukraina 4 đang tiến hành Chiến dịch tấn công Đông Carpath có thể vượt qua các điểm nút ở Chop (???) và Szolnok (???) trên dãy núi Carpath, đánh chiếm Mukachevo và Uzhgorod. Trong trường hợp liên quân Đức - Hungary không kịp rút quân về phòng thủ tuyến Tissa, Phương diện quân Ukraina 2 có thể vượt sông trong hành tiến, đánh chiếm Miskolc và dùng nó làm bàn đạp lợi hại để tấn công Budapest, trung tâm phòng ngự của liên quân Đức - Hungary tại đồng bằng Hungary.
Tuy nhiên cuộc tấn công của quân đội Liên Xô đã gặp phải trở ngại lớn. Ngày 23 tháng 9, Quân đội Đức Quốc xã đã đưa thêm các sư đoàn xe tăng 23, 24; Sư đoàn cảnh binh 4 SS và Sư đoàn kỵ binh 22 SS cùng các sư đoàn bộ binh 20 và 27 của Hungary đến mặt trận. Từ ngày 24 tháng 9, liên quân Đức - Hungari đã rút Tập đoàn quân 2 Hungary về khu vực Oradija - Debrecen, phới hợp với viện binh từ Tây Ukraina và Nam Tư sang thiết lập lại một dải phòng tuyến liên tục. Chiến sự trên khu vực biên giới Romania -Hungary lâm vào thế giằng co và ác liệt khi các bên tham chiến đều điều động đến mặt trận phía Đông sông Tissa nhiều sư đoàn xe tăng và cơ giới rất mạnh. Cuối cùng, chuỗi trận chiến này kết thúc với kết quả có lợi cho quân đội Liên Xô-Rumani khi ngày 25 tháng 9, họ tiến tới biên giới Romania - Hungary tại gần thành phố Mako và thu hồi thành phố biên giới Satu-Mare. Ngày hôm sau, Tiểu đoàn xe tăng 18 (Tập đoàn quân Romania 4) và Sư đoàn bộ binh 243 (Liên Xô) đã tiến vào lãnh thổ Hungary.
Trước tình hình Tập đoàn quân 53 và Tập đoàn quân Rumani 1 đã thu được thành công khi họ chiếm lại Arad và bắt đầu vượt biên giới Hungary-Rumani thời trước Quyết định Viên năm 1940, Nguyên soái R. Ya. Malinovsky yêu cầu đổi hướng tấn công chính về cánh trái của Phương diện quân Ukraina 2 và tạm thời chuyển toàn bộ binh lực sang phòng ngự, chuẩn bị cho một đợt tấn công mới tại Debrecen. Ý định của R. Ya. Malinovsky phù hợp với tính toán của Bộ Tổng tham mưu quân đội Liên Xô. Ngày 25 tháng 9, Đại bản doanh chính thức phê chuẩn kế hoạch của Malinovsky. Ngày 25 tháng 9, toàn bộ quân đội Romania và Liên Xô trên tuyến tạm dừng chiến dịch và chuyển sang phòng ngự tích cực. Riêng tại khu vực phía Tây Cluj, Tập đoàn quân 27 (Liên Xô) và cánh trái của Tập đoàn quân Romania 4 vẫn tiếp tục truy đuổi Tập đoàn quân 2 Hungary và đến ngày 3 tháng 10 mới tiến ra biến giới Romania trước năm 1940.

## Các diễn biến chính trị có liên quan

### Chính phủ Horthy dao động
Mùa thu năm 1944, Hungary không chỉ trở thành một trong ba chiến trường quan trọng quyết định số phận của Đế chế thứ ba là còn trở thành tâm điểm của các quan hệ quốc tế ở Trung Âu. Đối với nước Đức Quốc xã, quan hệ với đồng minh Hungary bắt đầu rạn nứt từ tháng 3 năm 1944 khi một số quan chức của "vương triều không vua" Horthy Miklós bắt đầu "tìm đường sang phương Tây" và Adolf Hitler đã cho quân Đức chiếm đóng Hungary. Cuối tháng 8 năm 1944, lo ngại về một "Romania thứ hai" có khả năng sẽ diễn ra tại Hungary, Bộ Tổng tư lệnh lục quân Đức quyết định đặt tất cả các tập đoàn quân, quân đoàn và sư đoàn Hungary dưới quyền chỉ huy của các tướng lĩnh tư lệnh Đức. Thái độ này làm cho một số chính khách và tướng lĩnh Hungary còn có "lòng tự trọng" tỏ ra bất bình. Ngay cả Horthy Miklós, người đã gắn bó gần như cả sự nghiệp chính trị cuối cùng của ông ta với chế độ Quốc xã Đức cũng ít nhiều tỏ ra không đồng tình với chính sách áp đặt của Hitler.
Tối mùng 7 tháng 9, khi phát hiện được mũi đột kích của chủ lực Phương diện quân Ukraina 2 (Liên Xô) ngoặt lên hướng Debrecen chứ không hướng về Constantinopol như dự báo của Hitler. Hội đồng cơ mật của nhiếp chính Hungary đã triệu tập cuộc họp khẩn cấp. Tại cuộc họp này, Trung tướng Tổng tham mưu trưởng quân đội Hungary Ianos Verios đã báo cáo tình hình mặt trận và cho rằng, các đòn tấn công này của quân đội Liên Xô sẽ tạo thành hai gọng kìm mạnh từ Đông Slovakia xuống và từ Nam Carpath lên, chia cắt hai tập đoàn quân Hungary ở phía Đông sông Tissa và trực tiếp uy hiếp Budapest. Hội đồng nhiếp chính Hungary nhận định tình hình là nghiêm trọng. Trong khi chưa nối được liên lạc với phương Tây, Horthy Miklós yêu cầu Hitler giúp đỡ. Trong thông điệp gửi Đại sứ Đức Quốc xã Greifenberg được Horthy ký ngay trong cuộc họp có đoạn viết:
| “                                     | Chúng tôi không van xin nước Đức mà chúng tôi yêu cầu nước Đức phải có trách nhiệm bảo vệ một đồng minh của mình trước cuộc tấn công của người Nga. Nếu nước Đức từ chối giúp đỡ Hungary bảo vệ đường biên giới của mình thì không còn cách nào khác, chúng tôi buộc phải mở cuộc thương lượng đình chiến với người Nga | ” |
| — Nhiếp chính Hungary: Horthy Miklós. | |   |

Nhận được báo cáo khẩn của đại sứ Greifenberg. Hitler lập tức yêu cầu ông ta tiếp kiến Horthy Miklós để trấn an. Đại sứ Đức cho biết nước Đức Quốc xã sẵn sàng rút các lực lượng từ phía Tây sang phía Đông để mặt trận chống quân đội Liên Xô không bị vỡ. Greifenberg còn bảo đảm với Horthy Miklós rằng đến ngày 12 hoặc 13 tháng 8, chắc chắn quân đội Đức Quốc xã sẽ điều đến Hungary Sư đoàn xe tăng 23, Sư đoàn xe tăng 24, Sư đoàn bộ binh 18 SS, Sư đoàn cảnh binh SS, Sư đoàn bộ binh 22.
Ngày 8 tháng 9, Chính phủ Hungary đã họp phiên đặc biệt. Tại đây, bá tước Géza von Teleki cho rằng thời cơ để thương lượng với Liên Xô đã bị bỏ lỡ sau ngày 2 tháng 9, ngày mà các tập đoàn quân Liên Xô phát động tấn công vào Transilvania. Vả lại, theo thông báo của đại sứ Đức, người Đức sẽ chống người Nga đến cùng, dù cho có phải mở cửa phía Tây để quân Anh - Mỹ kéo vào nước Đức. Vì vậy, theo Géza von Teleki, cách tốt nhất là để cho quân đội Anh - Mỹ chiếm đóng Hungari.

### Phản ứng của Đức Quốc xã
Thông qua bộ máy mật thám của cả dân sự lẫn quân sự ở Hungary, một lần nữa tướng Johannes Frießner lại phán đoán đúng tình hình rằng đang có một âm mưu sau lưng quân đội Đức Quốc xã tại mặt trận Hungary. Trong khi các sư đoàn xe tăng Đức đang được điều đến miền Đông Hungary thì ngày 13 tháng 9, Tổng hành dinh quân đội Đức Quốc xã tại Rastenburg (Đông Phổ) đã mở một phiên họp đặc biệt về tình hình Hungary. Sau kinh nghiệm thất bại cay đắng ở Romania, lần này, Adolf Hitler đã trao toàn quyền hành xử về quân sự và chính trị tại Hungary cho tướng Johannes Frießner. Mọi tổ chức quân sự cũng như dân sự, không trừ một tổ chức nào, đều được đặt thuộc quyền của Johannes Frießner. Cả Bộ Tổng tham mưu quân đội Hungary cũng bị đặt dưới quyền chỉ đạo trực tiếp của Bộ tham mưu Cụm tập đoàn quân của tướng Johannes Frießner. Khi nhận được quyết định này, Johannes Frießner đã cảm ơn Hitler đã tin cậy và nói:
| “                    | Bộ chỉ huy Cụm tập đoàn quân đã và sẽ áp dụng những biện pháp đặc biệt đả bảo đảm an ninh cho vùng phía sau mặt trận của mình nếu xảy ra trường hợp biến động đột ngột về chính trị ở Hungary. Trong trường hợp đó, tôi sẽ không đếm xỉa gì đến những yêu cầu của phía Hungary | ” |
| — Johannes Frießner. | |   |

Ngay sau hội nghị, Bộ Tổng tham mưu lục quân Đức Quốc xã được lệnh phải tăng viện và tổ chức lại quân đội tại mặt trận Hungary trong thời gian ngắn nhất. Ngày 23 tháng 9 năm 1944, Hitler phê chuẩn quyết định tái lập Cụm tập đoàn quân Nam Đức bố trí tại Hungary gồm các tập đoàn quân 6 và 8 (cả hai đều tái lập), các tập đoàn 1, 2, 3 Hungary. Tướng Johannes Frießner vẫn làm tư lệnh cụm tập đoàn quân này. Các đơn vị Đức thuộc Cụm tập đoàn quân E đóng ở Nam Tư và Cụm tập đoàn quân F đóng ở Bắc Hy Lạp và Albani cũng thuộc quyền chỉ huy của tướng Johannes Frießner.

### Chính phủ Horthy tìm lối thoát ở phía Tây
Ngày 22 tháng 9, một ngày trước khi Cụm tập đoàn quân Nam (Đức) được tái lập tại Hungary, Miklós Horthy cử thượng tướng István Náday, nguyên Bộ trưởng Bộ Quốc phòng Hungary bí mật đáp máy bay đến Sở chỉ huy tiền phương của Bộ Tư lệnh các lực lượng đồng minh phương Nam đạt tại Napoli (Ý). Tại đây, István Náday đã đề đạt với tướng Henry Wilson, tư lệnh các lực lượng đồng minh tại Ý về một kế hoạch đánh chiếm Hungary bằng quân đổ bộ của đồng minh từ hướng bán đảo Istria qua lãnh thổ Áo và Slovenia. Thực chất, đó chính là một phần của phương án Balkan của người Anh mà chính phủ Lakatós qua mạng lưới tình báo của mình ít nhiều nắm được. Tuy nhiên, liên quân Anh-Mỹ trên mặt trận Ý khi đó vừa dốc sức để mở chiến dịch Rimini nhằm đột phá qua phòng tuyến Gothic (Gotenstellung) và chuẩn bị cho Chiến dịch mùa xuân 1945 tại Ý (Spring offensive 1945). Người Anh cũng cho István Náday biết rằng phía sau tuyến Gothic, quân đội Đức Quốc xã còn bố trí bốn tuyến phòng thủ nữa gồm các tuyến Ghengis Khan ở phía Nam Bologna, tuyến song Po, tuyến sông Adige và tuyến Alpino để ngăn chặn quân Đồng Minh. Việc đột phá qua cả năm tuyến phòng thủ này không phải là một sớm một chiều. Trong khi đó thì quân đội Liên Xô đã ở cửa ngõ phía Đông Hungary và họ sẽ không dừng lại. Bởi vậy, tướng Henry Wilson khuyên István Náday nên trở về để nói chuyện với người Nga.

### Các cuộc đàm phán Liên Xô - Hungary tại Moskva
Nhận thấy không còn cách nào khác, ngày 28 tháng 9, Horthy Miklós cử phái đoàn của mình bí mật luồn rừng vượt qua chiến tuyến tại vùng núi Carpath sang phía Liên Xô để đàm phán. Tham gia đoàn Hungary có tướng Gábor Farago, cựu tùy viên quân sự Hungary tại Moskva trước chiến tranh, bá tước Géza von Teleki, Szent-Ivanyi Domokos, đại diện Bộ ngoại giao Hungary. Ngày 29 tháng 9, phái đoàn vượt qua biên giới an toàn, được Thượng tướng Fyodor Fedotovich Kuznetsov, Phó tổng tham mưu trưởng quân đội Liên Xô tiếp đón và đưa về Moskva bằng tàu hỏa. Ngày 2 tháng 10, tại Moskva, phái đoàn của tướng Gábor Farago bắt đầu đàm phán với phái đoàn quân sự Liên Xô cũng vẫn do thượng tướng F. F. Kuznetsov dẫn đầu. Cũng trong khoảng thời gian đó, những dấu hiệu binh biến của quân đội Hungary trên mặt trận Đông Carpath bắt đầu xuất hiện.
Mặc dù cuộc đàm phán đã tiến được khá xa nhưng tướng Gábor Farago chỉ được Horthy Miklós ủy nhiệm ký hòa ước với Liên Xô theo hai điều kiện. Một là cho các lực lượng đồng minh Anh, Hoa Kỳ cùng chiếm đóng Hungary. Hai là cho quân đội Đức Quốc xã được tự do rút khỏi Hungary. Về điều kiện thứ nhất, phía Liên Xô hứa sẽ bàn với các đồng minh Anh, Mỹ. Còn về điều kiện thứ hai thì tướng F. F. Kuznetsov nói thẳng rằng để quân đội Đức tự do rút lui là điều không thể được. Đoàn Liên Xô vạch rõ cho đoàn Hungary thấy họ không còn cách nào khác là phải cắt đứt mọi quan hệ với chế độ Quốc xã Đức, quân đội Hungary phải quay súng chiến đấu bên cạnh quân đội đồng minh nói chung và quân đội Liên Xô nói riêng chống lại quân đội Đức Quốc xã. Đó là cách tốt nhất để người Hungary có thể đóng góp vào thắng lợi chắc chắn sẽ đến của quân đồng minh chống lại chế độ phát xít. Rốt cuộc, phía Hungary hứa sẽ bảo đảm những điều kiện đó. Họ đề nghị quân đội Liên Xô ngừng công kích vào hướng Budapest để rút quân từ mặt trận về chống lại quân Đức. Phía Liên Xô đồng ý vì trên thực tế họ đang tạm ngừng chiến thuật để chuẩn bị cho Chiến dịch Debrecen chống lại Tập đoàn quân 6 (Đức).
Đến ngày 9 tháng 10, các dự thảo văn hiện hòa ước sơ bộ đã được hai đoàn đàm phán dự thảo xong. Trong khi hai bên đang chờ xin ý kiến của chính phủ của mình thì một sự biến ở Budapest đã chôn vùi hòa bình đối với chính phủ của Horthy Miklós. Thực hiện đúng yêu cầu của Đại bản doanh, ngày 14 tháng 10, nguyên soái R. Ya. Malinovsky, tư lệnh Phương diện quân Ukraina 2 đến Szeged để đàm phán về việc thực hiện các điều khoản của hòa ước sơ bộ. Tuy nhiên, phía quân đội Hungary chỉ cử đến bàn đàm phán đại tá quân nhu Utasi Lowren. Ông này chẳng biết gì về các kế hoạch quân sự. Ông ta chỉ cho R. Ya. Malinovsky biết đại khái là Tập đoàn quân 1 Hungary sẽ rút khỏi Debrecen và có thể sẽ về Budapest tùy theo tình hình. R. Ya. Malinovsky đặt câu hỏi tại sao quân Hungary không chịu rút khỏi tuyến sông Tissa như hòa ước quy định. Viên đại tá trả lời: Không biết. R. Ya. Malinovsky phán đoán rằng đối phương (kể cả quân Đức và quân Hungary) đang muốn tranh thủ thời gian để rút quân khỏi cái túi Transilvania còn chưa đóng chặt. R. Ya. Malinovsky đề nghị ông ta truyền đạt đến cấp chỉ huy có thẩm quyền của Hungary yêu cầu về việc rút ngay các đơn vị Hungary đang đóng trên tuyến sông Tissa về Budapest và mở mũi đột kích vào cánh trái của Tập đoàn quân 6 (Đức) đang công kích Phương diện quân Ukraina 2 trên khu vực Sanok, quân đội Hungary phải bước vào chiến đấu ngay và bắt liên lạc với quân đội Liên Xô. 8 giờ ngày 16 tháng 10, phía Hungary phải cử một sĩ quan tham mưu cao cấp đến Szeged, mang theo các tin tức đầy đủ về tình hình quân đội Hungary và quân đội Đức Quốc xã mà họ nắm được.
19 giờ 15 phút ngày 14 tháng 10, Bộ Tổng tham mưu quân đội Liên Xô ra tối hậu thư cảnh báo Chính phủ của Horthy Miklós rằng họ đang trì hoãn, làm mất thời gian và đồng thời làm mất cơ hội đến với hòa bình của nhân dân Hungary. Tối hậu thư cũng lặp lại yêu cầu mà nguyên soái R. Ya. Malionovsky đã đề nghị phía Hungary thực hiện và xúc tiến ngay các hoạt động đình chiến sơ bộ trong vòng 48 giờ. Tuy nhiên, sau ngày 14 tháng 10, phía Hungary đã cắt đứt liên lạc với quân đội Liên Xô và trên chiến trường, quân Hungary tiếp tục chiến đấu chống lại quân đội Liên Xô kịch liệt hơn. Ngày 15 tháng 10, nhiếp chính Horthy Miklós ra lời kêu gọi nhân dân Hungary nổi dậy chống lại quân đội Đức Quốc xã. Ngày 16 tháng 10, các lực lượng đặc nhiệm SS do tướng Erich von dem Bach-Zalewski và thiếu tá Otto Skorzeny chỉ huy đã tổ chức đảo chính, bắt cóc con trai Horthy Miklós, buộc ông này phải lên đài phát thanh tuyên bố rút lại lời kêu gọi. Hai cha con Horthy Miklós bị đưa đi giam giữ tại Đức, những người đồng mưu với Horthy Miklós bị tàn sát. Tướng Ferenc Szálasi, người của Đảng Quốc xã Hungary được quân Đức đưa lên làm Nhiếp chính và ông này, cùng với bộ máy quân đội, SS và mật vụ Đức buộc quân đội Hungary phải chiến đấu đến cùng chống lại quân đội Liên Xô. Hòa bình ở Hungary từ chỗ chỉ còn 5 ngày để thực hiện đã trở thành 5 tháng với tổn thất 140.000 sinh mạng Hồng quân Liên Xô và hàng chục vạn sinh mạng quân Đức và quân Hungary.

## Kết quả, đánh giá và ảnh hưởng

### Kết quả
Kết thúc chiến dịch Bucharest-Arad, quân đội Liên Xô-Rumani đã tiến sâu 250-500 cây số, quét sạch quân Đức-Hungary khỏi phần lớn lãnh thổ Rumani (ngoại trừ một phần nhỏ lãnh thổ phía Bắc sẽ được giải phóng trong Chiến dịch Debrecen) và chuẩn bị các hoạt động tiếp theo nhằm giải phóng Nam Tư và Hungary. Thắng lợi tại Rumani cũng giúp quân đội Liên Xô đã nắm trong tay những vùng công nghiệp, hệ thống đường sắt và những vựa dầu lớn trong tình trạng gần như còn nguyên vẹn. Nhằm vá lại lỗ thủng ở khu vực Balkan, quân Đức đã phải điều đến Hungary và Rumani 20 sư đoàn (bao gồm 4 sư đoàn thiết giáp và 1 sư đoàn cơ giới hóa) cùng 2 lữ đoàn thiết giáp, làm binh lực ở các mặt trận khác bị suy yếu.
Tuy nhiên, chiến dịch Bucharest-Arad không phải là một cuộc dạo chơi. Để có được chiến thắng quan trọng này, quân đội Liên Xô và Rumani cũng phải chịu những thiệt hại đáng kể. Trong toàn bộ các chiến dịch giải phóng Romania từ 23 tháng 8 đến 31 tháng 10, quân đội Liên Xô đã có 286.000 thương vong, trong đó có 69.000 người thiệt mạng. Trong các cuộc chiến đấu chống lại quân đội Đức Quốc xã từ 25 tháng 8 đến 31 tháng 10, quân đội Romania (trong phe đồng minh) cũng chịu thiệt hại 58.000 người chết. Thiệt hại của quân đội Đức Quốc xã và Hungary trong các chiến dịch ở Transilvania và vùng biên giới Romania - Hungary lên đến 56.000 quân, trong đó có 8.586 quân Đức, hơn 5.000 sĩ quan và binh lính Đức bị bắt làm tù binh. Theo thống kê của Cục thông tin tình báo Xô Viết (Sovinform) chỉ trong tháng 9 năm 1944 thiệt hại trong hàng ngũ tướng lĩnh Đức tại Rumani là 2 người tử trận, 8 người bị bắt và 1 người tự sát.

### Đánh giá và ảnh hưởng
Chiến dịch Bucharest-Arad cũng cho thấy sự phối hợp hiệu quả của quân đội Liên Xô và quân đội Romania. Quân đội Romania trong chiến dịch này đã chiến đấu rất xuất sắc, hoàn toàn trái ngược với hình ảnh bạc nhược và rệu rã trong chiến dịch Iaşi-Chişinău. Điều đó xảy ra một phần do tinh thần dân tộc của các sĩ quan và binh sĩ Romania nóng lòng muốn đòi lại đất đai vùng Transilvania; một phần do quá trình tham gia chiến đấu bên phe Đức Quốc xã, nhiều sĩ quan và binh sĩ Romania đã được tận mắt chứng kiến những sự thật về quân đội Đức Quốc xã, về chế độ phát xít và các cuộc tàn sát do quân đội Đức Quốc xã gây ra trên lãnh thổ các nước bị chế độ phát xít chiếm đóng, kể cả trên lãnh thổ Romania. Những điều đó ít nhiều đã làm tỉnh ngộ ý thức về một cuộc chiến đấu chính nghĩa của quân đội Romania. Nhân dân Romania nói chung và những người lính Romania đều không ủng hộ cuộc chiến tranh do nước Đức Quốc xã gây ra. Ngày nay, các sử gia cũng đánh giá việc Romania tham gia chiến tranh thế giới thứ hai bên phe Đức Quốc xã là dựa vào những nguyên cớ đã lỗi thời về địa chính trị. Hơn thế nữa, liên minh Romania - Đức Quốc xã là một liên minh chứa đầy những hiểm họa do nó không có một hiệp ước, một văn kiện hay bất cứ một thứ giấy tờ nào để bảo đảm.
Về chuyên môn, chiến đấu bên cạnh quân đội Liên Xô, các sĩ quan quân đội Romania học hỏi được nhiều điều về kinh nghiệm chỉ huy tác chiến, các binh sĩ Romania học được tinh thần và kĩ năng chiến đấu của binh sĩ Liên Xô. Quân đội Romania còn tiếp tục tham gia chiến đấu bên cạnh quân đội Liên Xô ở Nam Âu, Trung Âu, nước Áo, nước Đức và đến tháng 5 năm 1945, họ trở về Tổ Quốc với tư cách của người chiến thắng, chiến thắng chế độ phát xít và chiến thắng chính mình.